# Ойґен Коґон

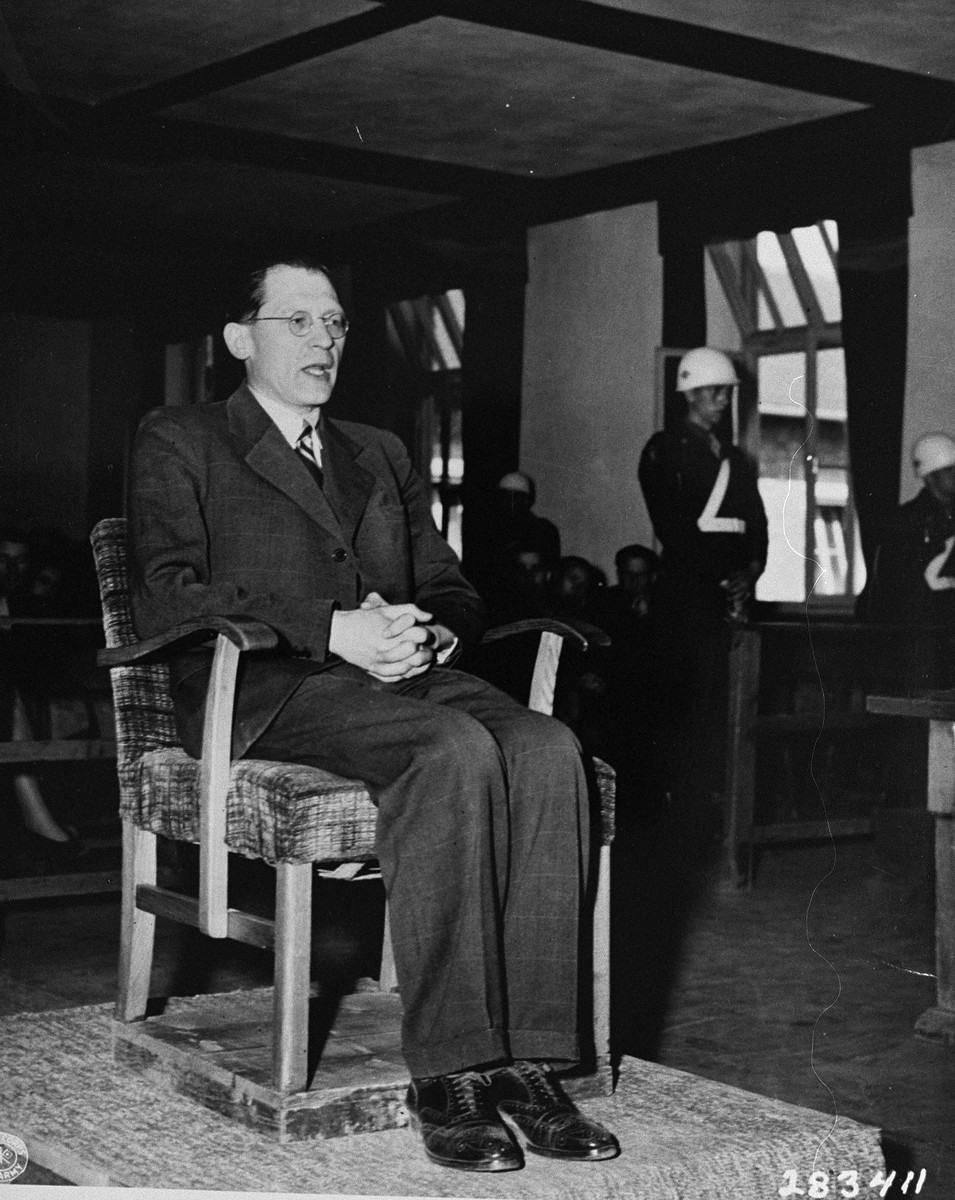
Ойген Когон свідчить на суді, 1947

Ойґе́н Ко́ґон (нім. Eugen Kogon, 2 лютого 1903, Мюнхен — 24 грудня 1987, Кенігштайн) — німецький історик, публіцист, соціолог, політолог.

## Біографія
Син дипломата єврейського походження, вихідця з Росії. Дитинство і юність провів у католицькому монастирі. Вивчав економіку й соціологію в Мюнхені, Флоренції, Відні. За поглядами — християнський демократ. В 1927—1932 роках працював журналістом у Відні, редагував католицький журнал нім. Schönere Zukunft. В 1927 році захистив у Відні диплом про фашистські теорії корпоративної держави. Розвивав соціологічні погляди Отмара Шпана. Був близький до  Віденського гуртка.
З 1936 року був у активній опозиції до нацизму, з 1937 року — під спостереженням гестапо. З вересня 1939 по 1945 рік — в'язень Бухенвальда. З 1946 року разом з Вальтером Дірксеном випускав ліво-католицький журнал культури і політики « Франкфуртські зошити» (розходився тиражем 75 тисяч примірників). Критикував політику Аденауера, відстоював принципи європейського федералізму. В 1951—1968 роках — професор політичної науки в Дармштадтському технічному університеті.

## Головна книга
Став широко відомий після виходу книги Есесівська держава:система німецьких концтаборів (1946), першого дослідження соціального устрою нацистських концентраційних таборів, яке проклало дорогу подальшим дослідженням табірного світу й залишається авторитетною працею на цю тему досьогодні. Книга перекладена багатьма мовами, в одній тільки Німеччині вона була продана в кількості 500 тисяч примірників.

## Вибрані праці
- Der SS-Staat. Das System der deutschen Konzentrationslager. Verlag Karl Alber, München 1946. 44. Auflage: Heyne Verlag, München 2006. ISBN 978-3-453-02978-1
- Eugen Kogon — ein politischer Publizist in Hessen. Essays, Aufsätze und Reden zwischen 1946 und 1982 / Hubert Habicht (Hrsg.). Frankfurt / Main:Insel Verlag, 1982
- Gesammelte Schriften in 8 Bänden. Weinheim:Beltz, 1995—1999

## Визнання
Одна з вулиць Кенігштайна названа ім'ям Ойгена Когона. З 2002 року в місті вручається премія його імені за внесок у розвиток демократії, її першим лауреатом був Владислав Бартошевський.